# Bothriothorax cyaneus
Bothriothorax cyaneus är en stekelart som beskrevs av Nikol'skaya 1952. Bothriothorax cyaneus ingår i släktet Bothriothorax och familjen sköldlussteklar. Inga underarter finns listade.